# Uvaria clementis
Uvaria clementis är en kirimojaväxtart som först beskrevs av Elmer Drew Merrill, och fick sitt nu gällande namn av Attanayake, I. M. Turner och R. M. K. Saunde. Uvaria clementis ingår i släktet Uvaria och familjen kirimojaväxter. Inga underarter finns listade i Catalogue of Life.